# Denise Herrmann-Wick
Denise Herrmann-Wick, geb. Denise Herrmann (* 20. Dezember 1988 in Schlema, Kreis Aue, DDR), ist eine ehemalige deutsche Biathletin und Skilangläuferin. Sie gewann bei den Olympischen Winterspielen 2014 im Skilanglauf mit der Staffel die Bronzemedaille. Im Biathlon wurde sie 2019 Weltmeisterin in der Verfolgung und 2023 im Sprint sowie 2022 Olympiasiegerin im Einzel und Bronzemedaillengewinnerin mit der Staffel. Herrmann-Wick war Sportsoldatin der Bundeswehr-Sportfördergruppe im sächsischen Frankenberg, lebt in Ruhpolding und trainierte am dortigen Stützpunkt in der Chiemgau-Arena.

## Werdegang

### Skilanglauf

#### Anfänge
Nach der deutschen Wiedervereinigung und allen daraus folgenden staatlichen und sportlichen Umbrüchen konnte Denise in frühester Kindheit in neu gegründete Sportvereine eintreten. Ihr Vater Lutz Herrmann, ein ehemaliger Handballer in der DDR-Oberliga, begeisterte sie für Wintersport, insbesondere für Skilanglauf.
Mit acht Jahren nahm sie erstmals an Wettkämpfen teil, vier Jahre darauf wechselte sie auf das Skigymnasium im 35 Kilometer vom Heimatort Bockau entfernten Oberwiesenthal, wo sie bereits seit Beginn ihrer Laufbahn beim WSC Erzgebirge trainierte. In den kommenden Jahren bestritt Herrmann-Wick diverse regionale Rennen; ab dem Jahr 2004 ging sie auch bei internationalen Juniorenrennen an den Start. Größter Erfolg in dieser Zeit war der Sieg über 7,5 Kilometer im freien Stil beim Europäischen Olympischen Winter-Jugendfestival 2005, das Ende Januar 2005 im Schweizer Monthey stattfand. Im Winter 2006/07 startete Herrmann-Wick durchgängig im Alpencup, in dem sie dank konstant guten Ergebnissen den zweiten Rang in der Gesamtwertung belegte. Den bis dahin größten Erfolg ihrer Karriere erreichte sie im März 2007, als die 18-Jährige bei den Juniorenweltmeisterschaften im Klassiksprint das Finale erreichte und hinter Astrid Uhrenholdt Jacobsen sowie Charlotte Kalla den Bronzerang belegte.

#### Dopingsperre und erste Weltcupeinsätze
Im November 2007 wurde Herrmann-Wick vom Deutschen Skiverband (DSV) für ein Jahr gesperrt, da sie nach der Einnahme eines Hustensaftes positiv auf Clenbuterol getestet worden war und damit gegen die Dopingrichtlinie verstoßen hatte. Nach der Sperre nahm sie im Herbst 2008 wieder an internationalen Wettkämpfen teil, bei denen sie sich weiterhin erfolgreich schlug und daher im Februar 2009 zu ihrem ersten Einsatz im Weltcup kam. Im italienischen Valdidentro wurde die Deutsche 37. unter 64 Teilnehmern. Damit sie Erfahrung sammelte, setzte der DSV Herrmann-Wick in der folgenden Saison häufiger im Weltcup ein; unter anderem startete sie bei der Tour de Ski, wo sie beim Sprint in Prag erstmals das Viertelfinale erreichte und als 28. ihre ersten drei Weltcup-Punkte sammelte. Zudem wurde sie in diesem Winter U23-Vizeweltmeisterin im Freistilsprint und erreichte ein weiteres Mal den dritten Rang in der Alpencup-Gesamtwertung.
Bereits zu Beginn der Saison 2010/11 gelangen Herrmann-Wick weitere Erfolge: Zunächst zog sie beim Heimweltcup in Düsseldorf zum ersten Mal in das Halbfinale eines Sprints ein, wo sie zwar nach einem Sturz ausschied, aber dennoch den zwölften Rang belegte. Dies bedeutete die halbe Erfüllung der WM-Norm, für die die Athleten entweder zweimal unter die besten Fünfzehn oder einmal unter die besten Acht kommen mussten. Die endgültige Qualifikation erreichte die 22-Jährige beim Auftakt der Tour de Ski: Dort belegte sie im Prolog als beste Deutsche den siebten Rang und ließ dabei unter anderem die mehrmalige Weltcupsiegerin Petra Majdič und die amtierende Sprintweltmeisterin Arianna Follis hinter sich. Herrmann-Wick zeigte sich über das gute Resultat selbst überrascht und erklärte, dies sei so nicht zu erwarten gewesen.

#### Erste Podiumsplatzierungen und Olympiateilnahme

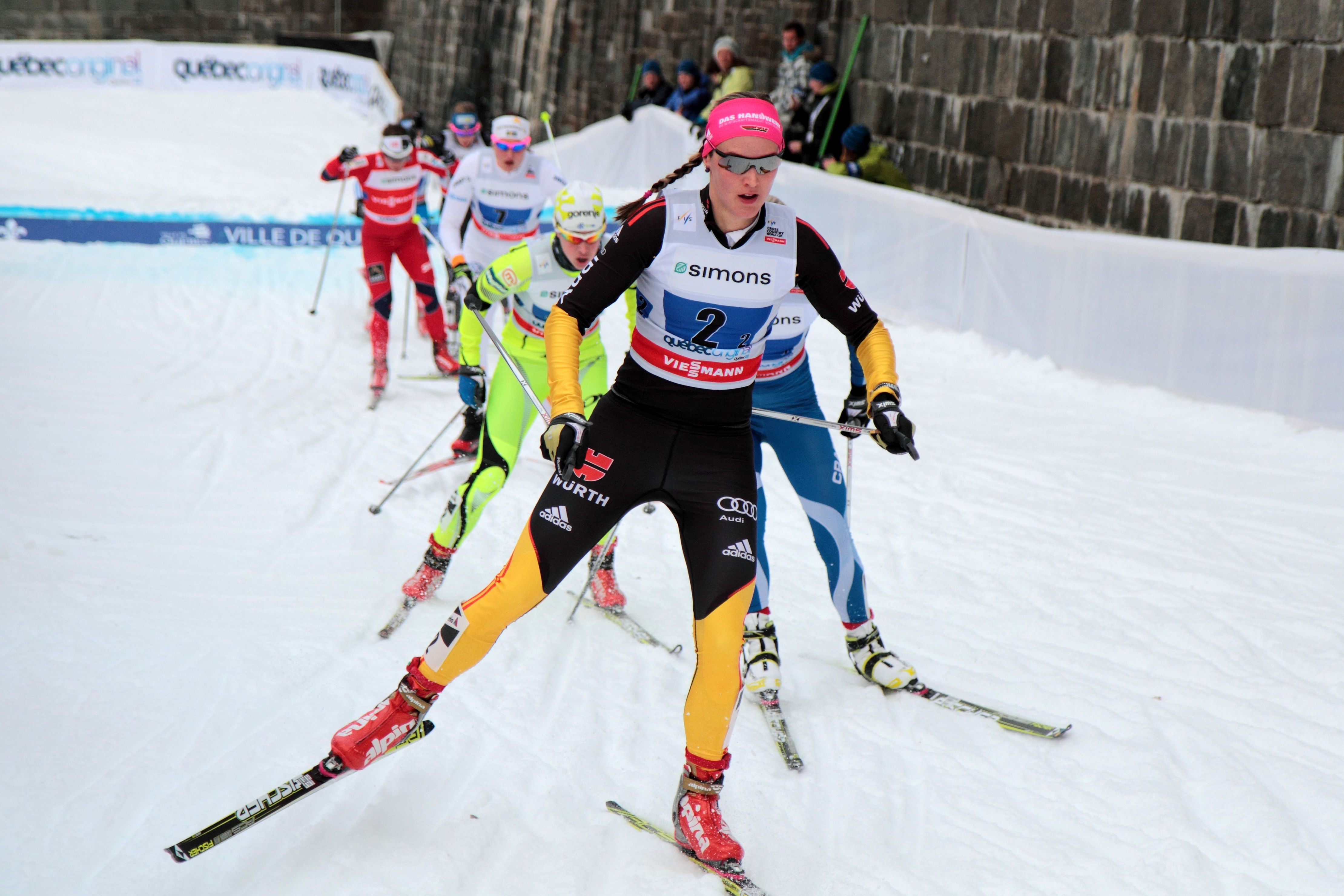
Herrmann-Wick beim Langlaufweltcup in Kanada, 2012

Ihren ersten Podestplatz im Weltcup konnte Denise Herrmann-Wick in der Saison 2012/13 am 7. Dezember beim Teamsprint mit Hanna Kolb in Québec erringen. Ihr bis dahin bestes Einzelresultat im Langlauf-Weltcup erreichte sie am 15. Dezember 2012 beim Sprint in Canmore, bei dem sie den vierten Platz belegte. Bei ihrer ersten komplett absolvierten Tour de Ski wurde Herrmann-Wick im Januar 2013 in der Gesamtwertung 13., nachdem sie bei den sieben Einzeletappen unter anderem zwei Mal den vierten Platz belegt hatte. Ihre besten Resultate bei den nordischen Skiweltmeisterschaften 2013 im Val di Fiemme waren der zehnte Rang im Sprint und der siebte Platz mit der Staffel. Die Saison beendete sie auf den 13. Platz in der Weltcupgesamtwertung. Zum Beginn der Saison 2013/14 erreichte sie mit dem dritten Platz im Sprint in Davos und im Teamsprint in Asiago zwei weitere Podestplatzierungen. Auch bei der Tour de Ski 2013/14, die sie nicht beendete, errang sie einige Top-Zehn-Platzierungen. Es folgten zwei weitere Podestplatzierungen im Sprintrennen in Szklarska Poręba und Toblach. Bei ihrer ersten Olympiateilnahme 2014 in Sotschi kam sie auf den achten Platz im Sprint. Zusammen mit Stefanie Böhler verpasste sie mit dem vierten Rang im Teamsprint nur knapp eine Medaille. In der Staffel gewann sie Bronze. Dafür wurden beide am 8. Mai 2014 von Bundespräsident Joachim Gauck mit dem Silbernen Lorbeerblatt ausgezeichnet. Die Saison beendete sie auf dem neunten Rang in der Weltcupgesamtwertung und dem zweiten Platz in der Sprintwertung.
Zu Beginn der folgenden Saison erreichte Herrmann-Wick den 14. Platz bei der Nordic Opening in Lillehammer. Die Tour de Ski 2015 beendete sie auf den achten Rang. Bei den nordischen Skiweltmeisterschaften 2015 in Falun belegte sie den 17. Platz im Sprint, den sechsten Rang mit der Staffel und den vierten Platz zusammen mit Nicole Fessel im Teamsprint. Die Saison beendete sie auf dem neunten Platz in der Gesamtwertung. Im März 2015 wurde sie deutsche Meisterin im 30-km-klassisch-Massenstartrennen. In der Saison 2015/16 kam sie bei der Nordic Opening in Ruka auf den 29. Platz und bei der Tour de Ski 2016 auf den 22. Rang. Ihr bestes Weltcupeinzelergebnis in der Saison war der sechste Platz im Sprint in Toblach. Zum Saisonende belegte sie den 28. Platz bei der Ski Tour Canada und erreichte den 23. Platz im Gesamtweltcup und den 12. Rang im Sprintweltcup.
Ende März 2019 wurde Herrmann-Wick bei den deutschen Skilanglaufmeisterschaften in Reit im Winkl zusammen mit ihrer Schwester Nadine Herrmann Zweite im Teamsprint.

### Biathlon

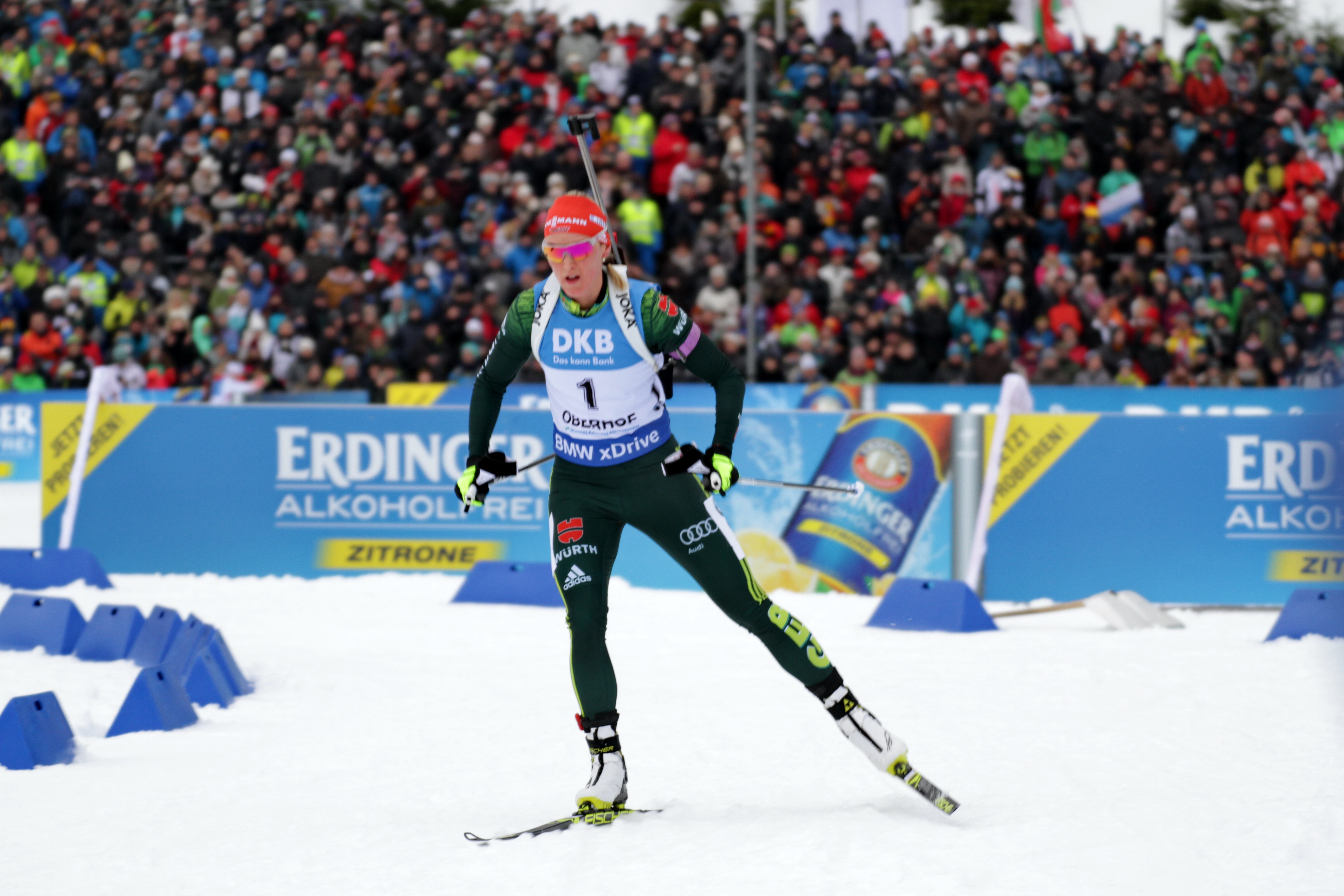
Denise Herrmann-Wick beim Biathlon-Weltcup in Oberhof im Januar 2018

Ende April 2016 gab Denise Herrmann-Wick bekannt, dass sie zur Saison 2016/17 zum Biathlon wechseln werde. Ab dem 1. Mai 2016 trainierte sie in Ruhpolding für die neue Disziplin. Beim Erlernen des Schießens wurde sie insbesondere vom damaligen Bundestrainer Gerald Hönig unterstützt.

#### Saison 2016/17
Nach ihrem Wechsel wurde Herrmann-Wick vom Deutschen Skiverband in den Förderkader aufgenommen. Bei den Deutschen Meisterschaften gewann sie den Speziallanglauf und erreichte Silber mit der Staffel; in den Einzelrennen wurde sie Zwölfte, Sechste und 13.
Zu Beginn des Winters konnte sie sich bei internen Ausscheidungen für den IBU-Cup-Auftakt im November im norwegischen Beitostølen qualifizieren. Bereits ihr erstes internationales Rennen dort, den Sprint, gewann sie. Bei windigen Verhältnissen erreichte sie trotz sechs Schießfehlern den ersten Rang, da sie sich läuferisch klar vom Rest des Felds absetzen konnte. Zwei Tage später stand sie – wieder in einem Sprint – als Dritte erneut auf dem Podium. Beim nächsten IBU-Cup in Ridnaun startete sie in der Mixed-Staffel und erreichte gemeinsam mit Nadine Horchler, Lukas Rombach und Matthias Bischl den 3. Platz.
Nach einem kurzfristigen Ausfall von Franziska Preuß wurde Herrmann-Wick für den Weltcup auf der Pokljuka nachnominiert. Nur einen Tag nach dem Rennen in Ridnaun gab sie am 9. Dezember 2016 im Sprint ihr Debüt in der höchsten Rennserie und erreichte mit zwei Schießfehlern den 18. Platz, in der reinen Laufleistung wurde sie Fünfte. Die Verfolgung am nächsten Tag beendete sie auf dem 21. Platz. Auch in der Woche danach in Nové Město durfte sie im Weltcup starten, mit vier Fehlern verpasste sie als 71. im Sprint allerdings die Verfolgung.
Im neuen Jahr 2017 musste Herrmann-Wick wieder in den IBU-Cup zurückkehren. Im Martelltal konnte sie allerdings mit den Plätzen 37, 31 und 14 nicht an ihre Leistungen vom Saisonbeginn anknüpfen. Daraufhin entschied sie sich für eine Rückkehr in den Langlauf-Weltcup in der zweiten Januarwoche, um sich für die Nordischen Skiweltmeisterschaften zu qualifizieren. In Toblach verpasste sie im Sprint als 13. allerdings die geforderte Top-8-Platzierung, im Teamsprint gemeinsam mit Stefanie Böhler wurde sie Vierte. Es handelte sich um ihren letzten Auftritt bei einem FIS-Rennen.
Ende Januar startete Herrmann-Wick beim Höhepunkt der IBU-Cup-Saison, den Biathlon-Europameisterschaften im polnischen Duszniki-Zdrój. Dort verpasste sie nach Platz 22 im Einzel mit einem 5. Platz im Sprint nur um zehn Sekunden eine Medaille. In der Verfolgung fiel sie auf Platz 19 zurück. Beim folgenden IBU-Cup in Brezno folgten ein weiterer Sieg im Sprint und ein 3. Platz im Verfolgungsrennen.
Nach den Weltmeisterschaften wurde sie – nachdem Miriam Gössner und Franziska Preuß krankheitsbedingt vorzeitig ihre Saison beendeten – erneut in die Weltcupmannschaft aufgenommen. In Pyeongchang startete sie nach Platz 25 im Sprint und Platz 33 in der Verfolgung gemeinsam mit Nadine Horchler, Maren Hammerschmidt und Franziska Hildebrand in ihrem ersten Staffelrennen im Weltcup. Nach einem fehlerfreien Liegendschießen musste Herrmann-Wick nach dem Stehendschießen jedoch eine Strafrunde absolvieren und übergab mit geringem Rückstand auf Schlussläuferin Hildebrand, am Ende gewann die deutsche Damenstaffel das Rennen und Denise Herrmann-Wick damit ihr erstes Rennen im Biathlon-Weltcup. Ihre erste Biathlon-Weltcupsaison 2016/17 beendete Herrmann-Wick auf Platz 49.

#### Saison 2017/18
Ihren ersten Einzelsieg im Biathlon-Weltcup konnte Herrmann-Wick am 1. Dezember 2017 beim Sprintrennen in Östersund feiern. Bereits zwei Tage später gewann sie ebenfalls in Östersund das Verfolgungsrennen. In ihrer zweiten Biathlon-Saison 2017/18 nahm Herrmann-Wick bereits Platz 12 in der Weltcup-Gesamtwertung ein. Bei den Olympischen Winterspielen im Februar 2018 erreichte sie bei ihren Starts die Platzierungen 6, 11 und 21.

#### Saison 2018/19
In der Mixed-Staffel mit Vanessa Hinz, Arnd Peiffer und Benedikt Doll gewann sie bei den Weltmeisterschaften mit Silber ihre erste Medaille bei einem Großereignis. Tags darauf belegte sie im Sprint den sechsten Rang, in der darauffolgenden Verfolgung wurde sie Weltmeisterin. Nachdem sie mit der Staffel und der Single-Mixed-Staffel, jeweils als Vierte, das Podest knapp verpasste, gewann sie zum Abschluss die Bronzemedaille im Massenstartrennen. Am Ende ihrer dritten Biathlon-Saison 2018/19 nahm Herrmann-Wick Platz 8 in der Weltcup-Gesamtwertung ein.

#### Saison 2019/20

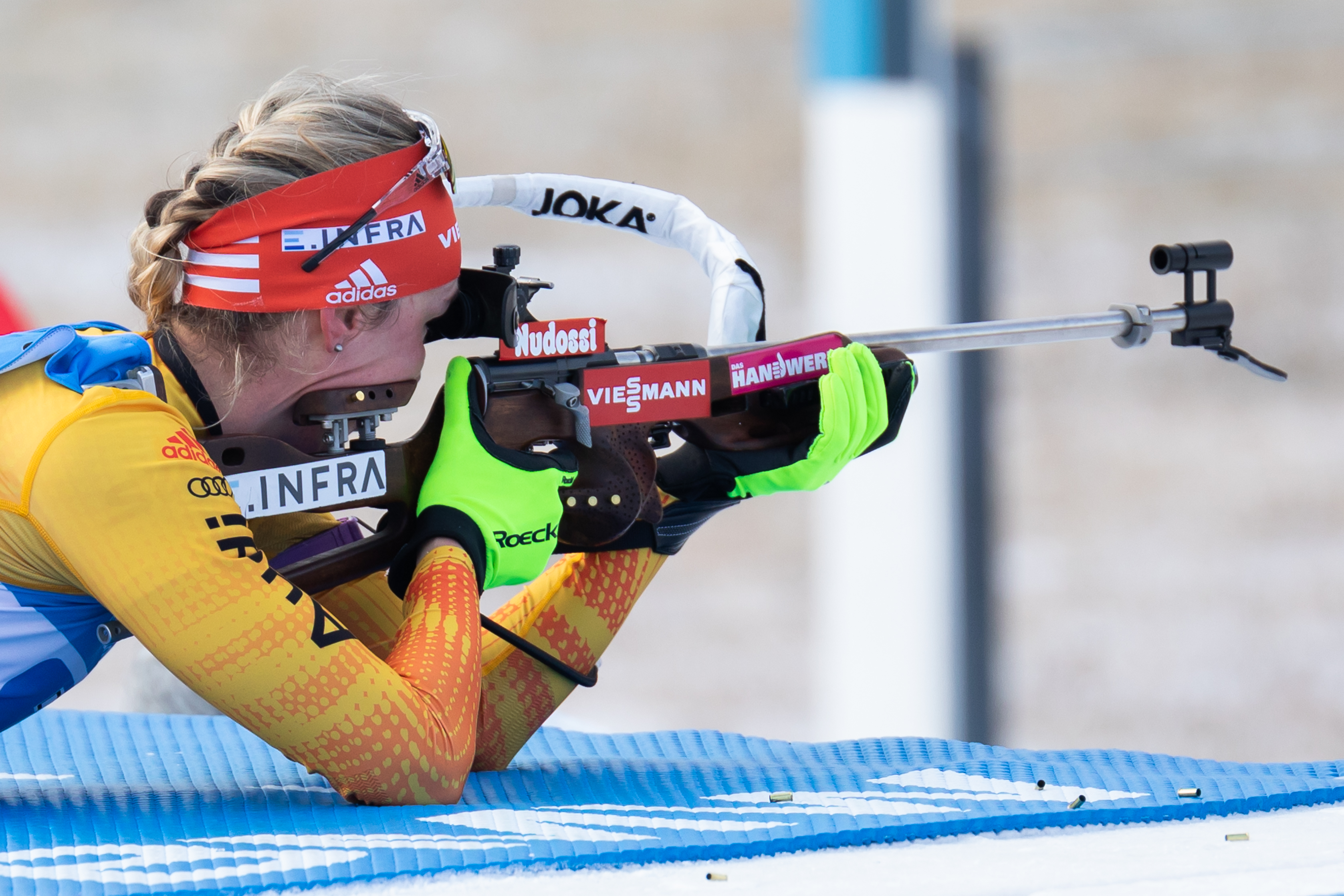
Denise Herrmann-Wick beim Liegendschießen im Rahmen des Biathlon-Weltcups in Oberhof (2020)

In der Saison 2019/20 gelangen Denise Herrmann-Wick im Weltcup häufig Platzierungen im Vorderfeld. Drei Läufe konnte sie gewinnen. Bei den Weltmeisterschaften erreichte Herrmann-Wick Platz vier mit der Mixed-Staffel und Platz fünf im Sprint. Mit ihren Silbermedaillen in der Verfolgung und der Staffel gewann sie erneut mehrere Medaillen bei einer Weltmeisterschaft. Am Ende der Weltcup-Saison 2019/20 stand Herrmann-Wick auf Platz 3 und erreichte damit ihr bisher bestes Ergebnis in der Weltcup-Gesamtwertung.

#### Saison 2020/21
In der stark von der COVID-19-Pandemie beeinflussten Weltcup-Saison 2020/21 zeigte Herrmann-Wick durchwachsene Ergebnisse. Zwar gelang ihr kein Sieg, aber neben vielen hinteren Platzierungen gab es auch dreimal Platz 2. Bei den Weltmeisterschaften konnte sie nur mit der Damenstaffel eine Medaille gewinnen. Am Ende der Weltcup-Saison 2020/21 stand Herrmann-Wick auf Platz 10 und blieb damit deutlich hinter ihrer Platzierung aus dem vorherigen Winter.

#### Saison 2021/22
Die olympische Saison begann mit einem 3. Platz im Einzel in Östersund. Danach konnte Herrmann-Wick keine vorderen Platzierungen mehr erreichen. Vor Beginn der Olympischen Winterspiele lag sie auf Platz 18 im Gesamtweltcup 2021/22. Überraschend war daher ihr Olympiasieg im Einzel über 15 km – der bisher größte Erfolg ihrer sportlichen Laufbahn.

#### Saison 2022/23
Bei den Sommerbiathlon-Weltmeisterschaften in der folgenden Saison in Ruhpolding war die Herrmann-Wick die einzige weibliche deutsche Athletin im Erwachsenenbereich, die eine Medaille gewann. Beim Gala-Massenstart wurde sie Zweite hinter der Italienerin Dorothea Wierer.
Bei den Weltmeisterschaften in Oberhof belegte sie in der Mixed-Team-Staffel mit der Mannschaft nur den sechsten Rang. Den Sprintwettbewerb über 7,5 Kilometer gewann sie und wurde damit Weltmeisterin, in der Verfolgung am nächsten Tag errang sie Silber. Auch im Staffelwettbewerb belegte sie mit den deutschen Frauen den Silberrang.
Am 14. März 2023 gab Herrmann via Instagram ihr Karriereende bekannt. Beim finalen Weltcup am Holmenkollen in Oslo gewann sie am 18. März den Sprint und damit auch den Sprintweltcup der Saison. Mit einem sechsten Platz im Massenstart am Tag darauf verabschiedete sie sich vom aktiven Profisport.

### Auszeichnungen
Für den Gewinn der Bronzemedaille bei den Olympischen Winterspielen 2014 erhielt Herrmann-Wick am 8. Mai 2014 das Silberne Lorbeerblatt. Dieses erhielt sie erneut am 30. Mai 2022 für ihren Olympiasieg in Peking.
Am 23. Oktober 2014 erhielt die Sportsoldatin zusammen mit Eric Frenzel das Ehrenkreuz der Bundeswehr in Gold verliehen.
2019 wurde sie zum Botschafter des Erzgebirges ernannt.
Am 11. Januar 2020 wurde Denise Herrmann-Wick als Sächsische Sportlerin des Jahres 2019 ausgezeichnet. Sie ist damit die erste Biathletin, die diesen Titel errang.
Am 17. Dezember 2023 wurde sie zu Deutschlands Sportlerin des Jahres gekürt.
Ebenfalls 2023 wurde ihr der Bayerische Verfassungsorden verliehen.

## Privates
2009 legte Herrmann am Sportgymnasium Oberwiesenthal das Abitur ab.
Herrmann lebt in Ruhpolding und ist seit 2022 mit dem ehemaligen Skilangläufer Thomas Wick verheiratet. Seitdem führt sie den Doppelnamen Herrmann-Wick. Im April 2024 kam die gemeinsame Tochter zur Welt.
Herrmanns Schwester Nadine Herrmann war ebenfalls als Langläuferin aktiv.

## Platzierungen im Skilanglauf

### Weltcup-Statistik
Die Tabelle zeigt die erreichten Platzierungen im Einzelnen.
- 1.–3. Platz: Anzahl der Podiumsplatzierungen
- Top 10: Anzahl der Platzierungen unter den ersten zehn
- Punkteränge: Anzahl der Platzierungen innerhalb der Punkteränge
- Starts: Anzahl gelaufener Rennen in der jeweiligen Disziplin
- Hinweis: Bei den Distanzrennen erfolgt die Einordnung gemäß FIS.

| Platzierung | Distanzrennen a | Distanzrennen a | Distanzrennen a | Distanzrennen a | Distanzrennen a | Skiathlon Verfolgung | Sprint | Etappen- rennen b | Gesamt | Team   | Team    |
| Platzierung | ≤ 5 km          | ≤ 10 km         | ≤ 15 km         | ≤ 30 km         | > 30 km         | Skiathlon Verfolgung | Sprint | Etappen- rennen b | Gesamt | Sprint | Staffel |
| ----------- | --------------- | --------------- | --------------- | --------------- | --------------- | -------------------- | ------ | ----------------- | ------ | ------ | ------- |
| 1. Platz    |                 |                 |                 |                 |                 |                      |        |                   |        |        |         |
| 2. Platz    |                 |                 |                 |                 |                 |                      | 3      |                   | 3      | 1      |         |
| 3. Platz    |                 |                 |                 |                 |                 |                      | 3      |                   | 3      | 1      |         |
| Top 10      | 5               | 3               |                 |                 |                 | 3                    | 23     | 1                 | 35     | 7      | 5       |
| Punkteränge | 17              | 16              | 1               |                 |                 | 15                   | 53     | 4                 | 106    | 11     | 7       |
| Starts      | 20              | 26              | 2               | 1               |                 | 27                   | 71     | 8                 | 155    | 11     | 7       |

### Weltcup-Gesamtplatzierungen
| Saison  | Gesamt | Gesamt | Distanz | Distanz | Sprint | Sprint |
| Saison  | Punkte | Platz  | Punkte  | Platz   | Punkte | Platz  |
| ------- | ------ | ------ | ------- | ------- | ------ | ------ |
| 2009/10 | 3      | 124.   | –       | –       | 3      | 87.    |
| 2010/11 | 139    | 41.    | 41      | 44.     | 96     | 23.    |
| 2011/12 | 192    | 39.    | 63      | 41.     | 129    | 28.    |
| 2012/13 | 535    | 13.    | 250     | 17.     | 205    | 11.    |
| 2013/14 | 704    | 9.     | 144     | 18.     | 496    | 2.     |
| 2014/15 | 548    | 9.     | 215     | 16.     | 169    | 13.    |
| 2015/16 | 399    | 23.    | 118     | 29.     | 229    | 12.    |
| 2016/17 | 20     | 90.    | –       | –       | 20     | 54.    |

## Platzierungen im Biathlon

### Weltcup

#### Weltcupsiege
Alle Siege bei Biathlon-Weltcups, getrennt aufgelistet nach Einzel- und Staffelrennen. Durch Anklicken des Symbols im Tabellenkopf sind die Spalten sortierbar.
| Nr. | Datum            | Ort                  | Disziplin  |
| --- | ---------------- | -------------------- | ---------- |
| 1.  | 1. Dezember 2017 | Östersund            | Sprint     |
| 2.  | 3. Dezember 2017 | Östersund            | Verfolgung |
| 3.  | 16. Februar 2019 | Soldier Hollow       | Verfolgung |
| 4.  | 10. März 2019    | Östersund (WM)       | Verfolgung |
| 5.  | 24. Januar 2020  | Pokljuka             | Einzel     |
| 6.  | 5. März 2020     | Nové Město na Moravě | Sprint     |
| 7.  | 13. März 2020    | Kontiolahti          | Sprint     |
| 8.  | 5. März 2022     | Kontiolahti          | Sprint     |
| 9.  | 8. Dezember 2022 | Hochfilzen           | Sprint     |
| 10. | 21. Januar 2023  | Antholz              | Verfolgung |
| 11. | 18. März 2023    | Oslo                 | Sprint     |

| Nr. | Datum           | Ort         | Disziplin |
| --- | --------------- | ----------- | --------- |
| 1.  | 5. März 2017    | Pyeongchang | Staffel 1 |
| 2.  | 13. Januar 2018 | Ruhpolding  | Staffel 2 |
| 3.  | 8. Februar 2019 | Canmore     | Staffel 3 |
| 4.  | 16. Januar 2021 | Oberhof     | Staffel 4 |

#### Biathlon-Weltcup-Platzierungen
Die Tabelle zeigt alle Platzierungen (je nach Austragungsjahr einschließlich Olympische Spiele und Weltmeisterschaften).
- 1.–3. Platz: Anzahl der Podiumsplatzierungen
- Top 10: Anzahl der Platzierungen unter den ersten zehn (einschließlich Podium)
- Punkteränge: Anzahl der Platzierungen innerhalb der Punkteränge (einschließlich Podium und Top 10)
- Starts: Anzahl gelaufener Rennen in der jeweiligen Disziplin
- Staffel: inklusive Mixed- und Single-Mixed-Staffeln

| Platzierung         | Einzel | Sprint | Verfolgung | Massenstart | Staffel | Gesamt |
| ------------------- | ------ | ------ | ---------- | ----------- | ------- | ------ |
| 1. Platz            | 1      | 6      | 4          |             | 4       | 15     |
| 2. Platz            | 1      | 2      | 3          | 1           | 9       | 16     |
| 3. Platz            | 2      | 1      | 1          | 1           | 3       | 8      |
| Top 10              | 5      | 27     | 22         | 9           | 37      | 100    |
| Punkteränge         | 14     | 47     | 40         | 22          | 38      | 161    |
| Starts              | 14     | 56     | 43         | 22          | 38      | 173    |
| Stand: Karriereende |        |        |            |             |         |        |

#### Weltcupwertungen
Ergebnisse bei Biathlon-Weltcups (Disziplinen- und Gesamtweltcup) gemäß Punktesystem
| Saison  | Einzel | Einzel | Sprint | Sprint | Verfolgung | Verfolgung | Massenstart | Massenstart | Gesamt | Gesamt |
| Saison  | Platz  | Punkte | Platz  | Punkte | Platz      | Punkte     | Platz       | Punkte      | Platz  | Punkte |
| ------- | ------ | ------ | ------ | ------ | ---------- | ---------- | ----------- | ----------- | ------ | ------ |
| 2016/17 | –      | –      | 40.    | 79     | 53.        | 35         | –           | –           | 49.    | 114    |
| 2017/18 | 40.    | 19     | 14.    | 149    | 7.         | 197        | 15.         | 112         | 12.    | 477    |
| 2018/19 | 29.    | 39     | 15.    | 170    | 6.         | 254        | 9.          | 148         | 8.     | 611    |
| 2019/20 | 4.     | 112    | 1.     | 314    | 5.         | 155        | 6.          | 164         | 3.     | 745    |
| 2020/21 | 6.     | 80     | 9.     | 238    | 9.         | 197        | 14.         | 106         | 10.    | 667    |
| 2021/22 | 9.     | 48     | 6.     | 274    | 11.        | 161        | 10.         | 106         | 6.     | 589    |
| 2022/23 | 7.     | 126    | 1.     | 400    | 5.         | 272        | 18.         | 76          | 4.     | 874    |

### Olympische Winterspiele
|                                          | Einzelwettbewerbe | Einzelwettbewerbe | Einzelwettbewerbe | Einzelwettbewerbe | Staffelwettbewerbe | Staffelwettbewerbe |
| Einzel                                   | Sprint            | Verfolgung        | Massenstart       | Damenstaffel      | Mixed-Staffel      |                    |
| ---------------------------------------- | ----------------- | ----------------- | ----------------- | ----------------- | ------------------ | ------------------ |
| Olympische Winterspiele 2018 Pyeongchang | –                 | 21.               | 6.                | 11.               | 8.                 | –                  |
| Olympische Winterspiele 2022 Peking      | 1.                | 22.               | 17.               | 13.               | 3.                 | 5.                 |

### Weltmeisterschaften
|                                    | Einzelwettbewerbe | Einzelwettbewerbe | Einzelwettbewerbe | Einzelwettbewerbe | Staffelwettbewerbe | Staffelwettbewerbe | Staffelwettbewerbe |
| Einzel                             | Sprint            | Verfolgung        | Massenstart       | Damenstaffel      | Mixed-Staffel      | S.-M.-Staffel      |                    |
| ---------------------------------- | ----------------- | ----------------- | ----------------- | ----------------- | ------------------ | ------------------ | ------------------ |
| Weltmeisterschaften 2019 Östersund | –                 | 6.                | 1.                | 3.                | 4.                 | 2.                 | 4.                 |
| Weltmeisterschaften 2020 Antholz   | 12.               | 5.                | 2.                | 12.               | 2.                 | 4.                 | –                  |
| Weltmeisterschaften 2021 Pokljuka  | 15.               | 4.                | 8.                | –                 | 2.                 | 7.                 | –                  |
| Weltmeisterschaften 2023 Oberhof   | 15.               | 1.                | 2.                | 24.               | 2.                 | 6.                 | –                  |